# Província de la Badia de Massachusetts
La província de la Badia de Massachusetts fou una Colònia de la Corona britànica a Amèrica del Nord i va donar lloc a l'estat de Massachusetts, un dels tretze estats originals dels Estats Units. El nom prové dels massachusett, una tribu algonquina que poblava aquesta zona.

## Història
L'assentament colonial de les costes de la badia de Massachusetts va començar el 1620 amb la fundació de la Colònia de Plymouth. Altres intents de colonització van tenir lloc al llarg de la dècada de 1620, però l'expansió dels assentaments anglesos només va començar a gran escala amb la fundació de la colònia de la badia de Massachusetts el 1628 i l'arribada del primer gran grup de colons puritans el 1630 Durant els deu anys següents, hi va haver una important migració de puritans a la zona, que va portar a la fundació de diverses colònies noves a Nova Anglaterra . A la dècada de 1680, el nombre de colònies de Nova Anglaterra s'havia estabilitzat en cinc: la colònia de Connecticut, la colònia de Rhode Island i les plantacions de Providence i la província de New Hampshire limitaven amb la zona que envoltava la badia de Massachusetts i Plymouth. La badia de Massachusetts, però, era la més poblada i econòmicament significativa, amb una flota mercant important.
Les colònies van tenir lluites amb alguns dels habitants indígenes. La tribu Pequot va ser pràcticament destruïda a la Guerra Pequot durant la dècada de 1630, i la Guerra del rei Felip a la dècada de 1670 va delmar els Narragansetts al sud de Nova Anglaterra. La guerra del rei Felip també va ser molt costosa per als colons de Nova Anglaterra, aturant l'expansió durant diversos anys.
Massachusetts i Plymouth eren una mica independents políticament d'Anglaterra en els seus primers dies, però aquesta situació va canviar després de la restauració de Carles II al tron anglès el 1660. Carles va buscar una supervisió més estreta de les colònies i va intentar introduir i fer complir el control econòmic sobre les seves activitats. Les lleis de navegació aprovades a la dècada de 1660 eren molt desagradables a Massachusetts, on els comerciants sovint es trobaven atrapats i en desacord amb les regles. Carles II també va veure l'emissió de monedes de Massachusetts com un acte traïdor. No obstant això, molts governs colonials no van fer complir els actes ells mateixos, especialment Massachusetts, i les tensions van créixer quan Carles va revocar la primera Carta de Massachusetts el 1684.
El 1686, el successor de Carles II Jaume II va formar el Domini de Nova Anglaterra que finalment va crear una unitat política única dels territoris britànics des de la badia de Delaware fins a la badia de Penobscot. El governador del domini Edmund Andros era molt impopular a les colònies, però va ser especialment odiat a Massachusetts, on va enfadar pràcticament tothom fent complir rígidament les Actes de Navegació, vacant els títols de la terra, apropiant-se d'una casa de reunions puritana com a lloc per acollir serveis per a l'Església d'Anglaterra i restringint les reunions de la ciutat, entre altres queixes diverses. James va ser deposat a la Revolució Gloriosa de 1688, després de la qual els líders polítics de Massachusetts es van aixecar contra Andros, arrestant-lo a ell i altres autoritats angleses l'abril de 1689. Això va provocar l'enfonsament del domini, ja que les altres colònies van reafirmar ràpidament les seves velles formes de govern.

## Carta provincial
La nova carta diferia de l'antiga en diversos aspectes importants. Un dels principals canvis es va inaugurar davant l'objecció de Mather, canviant els requisits d'elegibilitat per votar de qualificacions religioses a propietat de la terra. L'efecte d'aquest canvi ha estat un tema de debat entre els historiadors, però hi ha un consens significatiu que va augmentar molt el nombre d'homes amb dret a vot. Les noves regles exigien que els possibles votants posseïssin propietats o béns immobles per un valor de 40 lliures esterlines que generessin almenys 2 lliures lliures anuals en lloguer; Benjamin Labaree estima que això incloïa aproximadament tres quartes parts de la població masculina adulta de l'època. La carta també garantia la llibertat de culte, però només per als cristians no catòlics.